# Kim Larsen
Kim Larsen (Oslo, 7 settembre 1976) è un ex calciatore norvegese, di ruolo attaccante.

## Carriera

### Club
Larsen cominciò la carriera con la maglia dello Skeid. Vestì poi la maglia del Lørenskog e poi quella dell'Odd Grenland. Debuttò con questa maglia il 30 aprile 2000, quando sostituì Espen Hoff nel successo per 2-1 sul Lillestrøm. Il 9 luglio segnò le prime reti, con una doppietta nel successo per 4-2 sul Bryne.
Nel 2002, passò in prestito al Raufoss. L'esordio in squadra arrivò il 1º settembre, subentrando a Tom Larsen nel 3-2 inflitto allo Hønefoss. Il 22 settembre siglò la prima rete, nella sconfitta per 3-2 sul campo dello Hødd.
L'anno successivo si trasferì, a titolo definitivo, allo Strømsgodset. Giocò il primo match con questa casacca il 13 aprile 2003, quando fu titolare nel pareggio per 1-1 contro lo Hødd. Il 15 giugno segnò la prima rete, nel pareggio per 3-3 contro il Mandalskameratene.
Nel 2005 passò al Tromsø. Debuttò in squadra il 1º maggio, sostituendo Bjørn Johansen nella sconfitta per 1-0 contro il Vålerenga. Conclusa questa esperienza, passò ai danesi dello Herfølge e poi agli svedesi del Kalmar. Esordì nella Allsvenskan, sostituendo Lasse Johansson nel 3-1 inflitto allo Örgryte. Sempre contro lo Örgryte, segnò l'unica rete in campionato, nel successo per 3-2 del Kalmar.
Nel 2007 tornò allo Skeid e nel 2008 passò al Tønsberg. L'anno successivo si trasferì al Manglerud Star.